# K Camp
K Camp, de son vrai nom Kristopher Campbell, né le 27 avril 1990 à Milwaukee dans le Wisconsin, est un rappeur et producteur américain. Il est mieux connu pour son single Cut Her Off. Il signe un contrat avec le label Interscope Records, et publie son premier EP In Due Time le 22 avril 2014. Il fait également partie des Freshmen Class du magazine XXL. Le premier album de Campbell, Only Way Is Up, est publié le 4 septembre 2015.

## Biographie

### Jeunesse
Kristopher Campbell est né le 27 avril 1990 à Milwaukee, dans le Wisconsin. Il se lance dans le rap pendant sa période au lycée et devient membre d'un groupe appelé HBC. Le groupe se sépare, en partie à cause d'un manque collectif de motivation, mais K Camp prend la musique plus au sérieux sans pour autant envisager une carrière dans le domaine. 

### Carriére
Il continue à s'entrainer et publie la chanson All Night en 2009, qui se popularise à Atlanta. K Camp continue à se populariser dans la scène underground grâce à des mixtapes et chansons telles que Fan4life, Show Money, et In Due Time présentée par DJ Drama. Money Baby atteint la 20e place des Bubbling Under Hot 100 Singles, à la 34e place des Hot R&B/Hip-Hop Songs, et à la 20e place des Rap Songs ; Cut Her Off, en featuring avec 2 Chainz, atteint la 60e place du Billboard Hot 100. En avril 2014, il publie l'EP In Due Time au label Interscope Records,,,.
Le 4 septembre 2015, K Camp publie son premier album solo, Only Way Is Up qui atteint la 20e place du Billboard 200.

### Vie privée
Il est l'oncle du streamer Kai Cenat.
En 2019, Kristopher a révélé que sa fille, née un an auparavant, était décédée à l'âge de 11 mois.

## Discographie

### Albums studio
- 2015 : Only Way Is Up

### EPs
- 2014 : In Due Time

### Mixtapes
- 2011 : Become a Fan
- 2011 : K.I.S.S.
- 2012 : Fan4Life
- 2014 : K.I.S.S. Part 2
- 2014 : SlumLords
- 2015 : One Way
- 2015 : You Welcome
- 2015 : K.I.S.S. 3
- 2016 : Lyric Ave
- 2016 : Rare
- 2017 : K.I.S.S. 4

### Singles
- 2012 : All the Way Down
- 2013 : Money Baby (featuring Kwony Cash)
- 2013 : Cut Her Off (featuring 2 Chainz)
- 2014 : Blessing
- 2014 : Just Listen Freestyle
- 2014 : Turn Up for a Check (featuring Yo Gotti)
- 2014 : Off The Floor (featuring Wale)
- 2014 : Slum Anthem
- 2014 : Blessing Remix (featuring Jeremih)
- 2015 : Lil Bit
- 2015 : Comfortable
- 2015 : 1Hunnid (featuring Fetty Wap)
- 2015 : 9:35pm
- 2015 : Room 1102
- 2015 : In My Face
- 2016 : 5 Minutes (featuring 2 Chainz)
- 2016 : 6pm On Lyric
- 2016 : Heven Sent
- 2016 : LV
- 2016 : Rare Form Freestyle
- 2017 : Rockstar Crazy
- 2017 : For Playas Only (featuring True Story Gee)
- 2017 : Typical (featuring Moneybagg Yo & Money Man)
- 2017 : Robin Hood (Magnolia Freestyle)
- 2017 : Racks Like This
- 2019 : Lottery

### Chansons collaboratives
- 2014 : Snootie Wild - Made Me (featuring K Camp)
- 2014 : Lil' Boosie - Show'Em (featuring Webbie, Wankaego & K Camp)
- 2015 : Juicy J - All I Need (One Mo Drank) (featuring K Camp)
- 2015 : Plies - Find You (featuring Lil Wayne & K Camp)
- 2017 : Snoop Dogg - Trash Bags (featuring K CAMP)